# Johannes Gaye
Johannes Wilhelm Gaye (* 8. November 1804 in Tönning; † 26. August 1840 in Florenz) war ein deutscher Kunsthistoriker.

## Leben
Johannes Gaye studierte auf den Universitäten in Kiel und Berlin Philosophie, Geschichte und Kunstgeschichte und begab sich 1830 nach Italien, wo er zehn Jahre lang, nur durch eine Reise nach Griechenland (1832) unterbrochen, in Rom, Florenz, Siena, Bologna, Mantua, Venedig und Süditalien in Archiven und Bibliotheken tätig war, um Dokumente für die Geschichte der italienischen Kunst zu sammeln.
Die Resultate seiner grundlegenden Forschungen vereinigte er in dem Carteggio inedito d’artisti dei secoli (XIV., XV., XVI.) pubblicato ed illustrato con documenti pure inediti dal dott. Giovanni Gaye con fac-simile (Florenz 1840, 3 Bde.). Außerdem veröffentlichte er zahlreiche Aufsätze im Kunstblatt. Er starb am 26. August 1840 in Florenz.